# Bendejun
Bendejun är en kommun i departementet Alpes-Maritimes i regionen Provence-Alpes-Côte d'Azur i sydöstra Frankrike. Kommunen ligger  i kantonen Contes som ligger i arrondissementet Nice. År 2022 hade Bendejun 961 invånare.

## Befolkningsutveckling
Antalet invånare i kommunen Bendejun
Referens: INSEE